# Vitstjärtad svala
Vitstjärtad svala (Hirundo megaensis) är en hotad afrikansk fågel i familjen svalor. Den förekommer endast i höglänta områden i södra Etiopien.

## Utseende och läten
Vitstjärtad svala är en liten (13 cm) svala med helvit undersida och svartaktigt blå ovansida. Hanen har vitt i stjärten som gett arten dess namn, men hos honan och ungfåglarna är det mer begränsat eller helt frånvarande. Lätena består av ljust, svallikt kvitter.

## Utbredning
Fågeln förekommer i arida högländer i södra Etiopien, kring Mēga och Yabello. 2006 upptäcktes ett litet antal på Libenplatån öster om Negele, cirka 120 km nordost om det traditionellt erkända utbredningsområdet. De har därefter setts i området årligen och under åtta av årets månader, vilket tyder på att den förmodligen förekommer regelbundet där även om ingen häckning ännu konstaterats.

## Status och hot
Arten tros ha en liten världspopulation uppskattad till under 10.000 vuxna individer. Den tros också minska i antal till följd av intensifiering av markanvändningen i dess begränsade utbredningsområde. Internationella naturvårdsunionen IUCN anser den därför vara hotad och placerar den i hotkategorin arten som sårbar.